# Supra

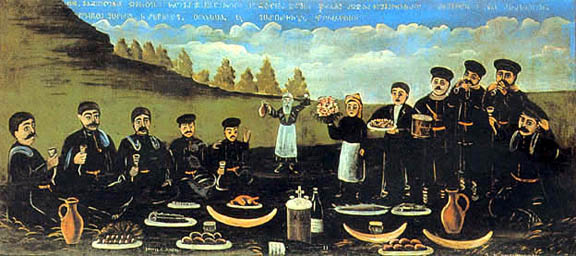
Supra na obrazie Niko Pirosmaniego

Supra (gruz.: სუფრა) – tradycyjna gruzińska uczta, z którą łączy się zespół rytuałów.
Supra jest symbolem gościnności społeczeństwa gruzińskiego i stanowi tło dla wszystkich ważnych wydarzeń w życiu Gruzinów. Spełnia ona kilka funkcji społecznych: żywieniową, relaksacyjną, komunikacyjną, wychowawczą i edukacyjną, duchową i religijną.
W Gruzji istnieją dwa rodzaje supry. Supra radosna (ლხინის სუფრა, lchinis supra, keipi) jest organizowana na wesele, urodziny i tym podobne okazje. Supra smutna (ჭირის სუფრა, cziris supra, kelechi) odbywa się obowiązkowo po pogrzebie oraz w rocznicę śmierci i dzień zmarłych.
Przebieg supry nadzoruje tamada – mistrz ceremonii. Wygłasza on poetyckie toasty i pilnuje, aby na stole nie zabrakło jedzenia i wina. Toasty podczas supry są wznoszone w określonym porządku, najpierw za Boga. W przypadku supry radosnej wznosi się następnie toasty za pokój, powód spotkania i poszczególnych gości. Uniwersalną odpowiedzią na toast jest słowo gaumardżos (pol. „Za nasze zwycięstwo”). Podczas supry stół jest zwykle bardzo suto zastawiony. Gruzińska biesiada jest okazją do rozmów o rodzinie, sztuce, polityce, religii, życiu i śmierci. Umacniają się wówczas więzi między członkami rodziny, przyjaciółmi, a także współpracownikami.